# استوک آلبانی
استوک آلبانی (به انگلیسی: Stoke Albany) یک روستا و محله مدنی در بریتانیا است که در Kettering واقع شده‌است. استوک آلبانی ۳۹۰ نفر جمعیت دارد.